# Саласса
Саласса (итал. Salassa) — коммуна в Италии, располагается в регионе Пьемонт, в провинции Турин.
Население составляет 1668 человек (2008 г.), плотность населения составляет 336 чел./км². Занимает площадь 5 км². Почтовый индекс — 10080. Телефонный код — 0124.
Покровителем коммуны почитается святой Иоанн Креститель, празднование 24 июня.

## Демография
Динамика населения:

## Администрация коммуны
- Официальный сайт: http://www.comune.salassa.to.it/